# Kaloša
Kaloša (maďarsky Kálosa) je obec na Slovensku v okrese Rimavská Sobota.

## Historie
Nižná Kaloša, jedna ze dvou částí obce, vznikla v roce 1247. Vznikla na území zpustošeném tatarským vpádem, které uherský král Béla IV. daroval hradním bojovníkům. V roce 1828 žilo v 58 domech 453 obyvatel, kteří se zabývali hlavně zemědělstvím. Vyšná Kaloša, druhá část obce, vznikla oddělením od Nižné koncem 14. století. Do uzavření Trianonské smlouvy byla obec součástí Uherska, poté byla součástí Československa. V letech 1938 až 1945 byla (na základě první vídeňské arbitráže) součástí Maďarského království.

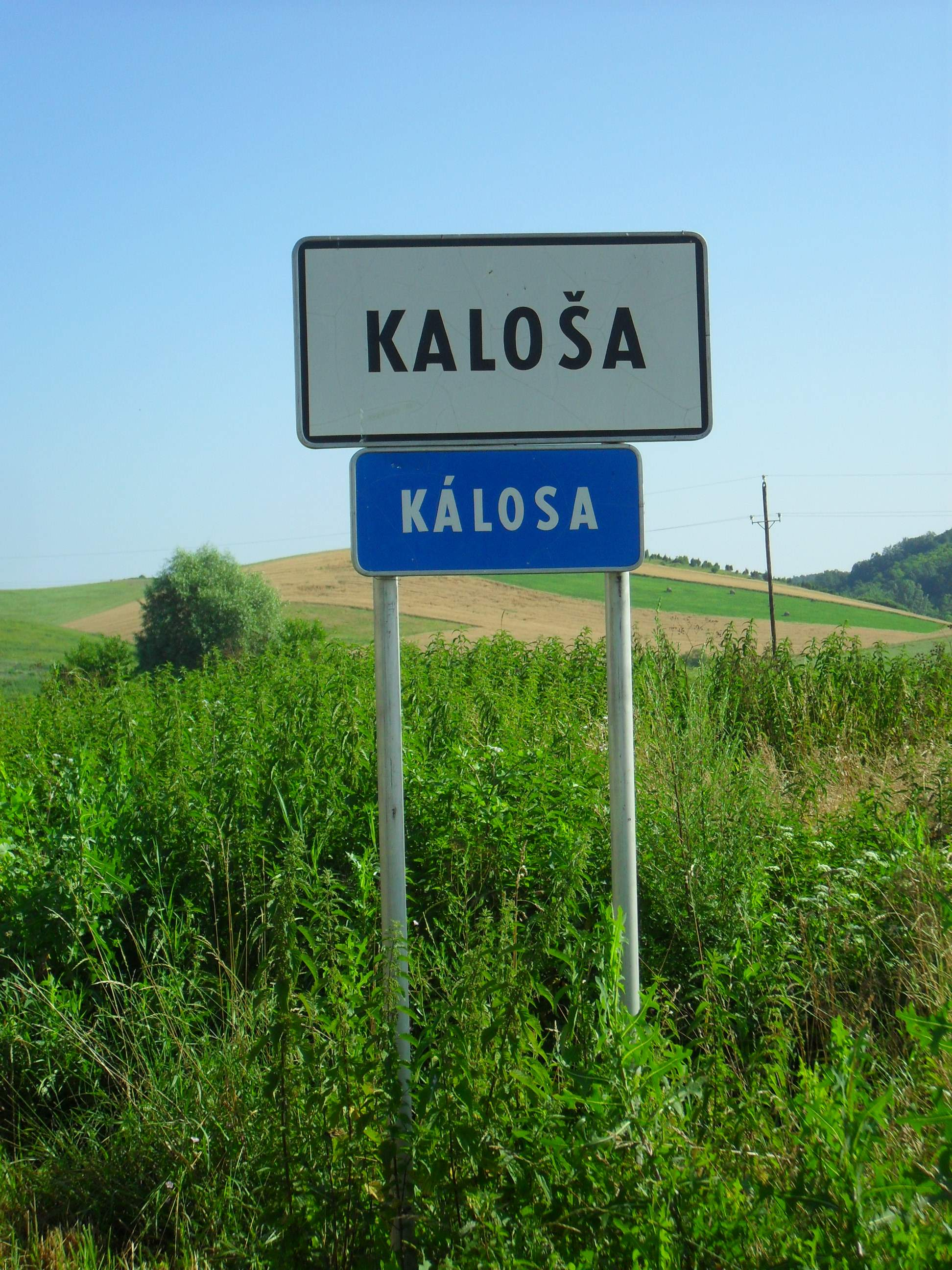
Dvojjazyčná dopravní značka